# Силики, Лазар
Лазар Силики (алб. Llazar Siliqi; 1924, Шкодер, Княжество Албания —2001) — албанский поэт, прозаик, сценарист, либреттист
, литературный критик.

## Биография
Родился в семье Ристо Силики, поэта, публициста, юриста и военного деятеля. В 1942 году окончил школу.
Участник движения сопротивления в годы Второй мировой войны, сражался в рядах Национально-освободительной армии Албании. Был арестован и интернирован в нацистский концентрационный лагерь в Приштине, сегодня в Республике Косово. Коммунист. Член Албанской партии труда.
С молодости увлекался поэзией В. Маяковского и был его горячим поклонником.
Лазар Силики — автор либретто первой албанской оперы — Мрика, композитора Пренка Якова, премьера которой состоялась в Шкодере 1 декабря 1958 года в театре Мигьени, а также оперы Gjergj Kastrioti Skënderbeu (Скандербег), поставленной в 1969 году, на музыку также Пренка Якова.
Известен своей поэмой «Приштина» (1949), посвящённой годам, проведённым в концлагере во время Второй мировой войны, и сценариями художественных фильмов «Фуртуна» (1959) и Komisari i Dritës (1966), документального Albaniyа (1953).
Многолетний член Албанского союза писателей и художников, участвовал в работе Конгресса по албанской орфографии 1972 года, на котором были стандартизированы правила албанского языка.

## Избранные произведения
- Mësuesit dhe Atit: Poezi dhe prozë shqipe kushtuar emrit të J. V. Stalinit (Отец и учитель: Поэзия и проза, посвящённые И.  В. Сталину), Tirana: Ndërmarrja shtetërorre e botimeve, 1953.
- Mësuesi (Учитель), Tirana: Ndërmarrja shtetërorre e botimeve, 1955.
- Thirrja e zemrës (Зов сердца), Tirana: Ndërmarrja shtetërorre e botimeve, 1957.
- Kangët nuk mbeten kurr të pakëndueme! (Песни никогда не остаются без исполнения), Tirana: "Naim Frashëri" 1959.
- Ringjallje: poemë ((Ренессанс: поэма), Tirana: "Naim Frashëri", 1960.
- Kangë entuziaste (Песни энтузиастов), Tirana: "Naim Frashëri" 1962.
- Albanian contemporary prose (Современная албанская проза), Tirana: "Naim Frashëri", 1963.
- Kalorësi i lirisë: poemë dramatike (Борец за свободу: драматическая поэма), Tirana: "Naim Frashëri", 1967.
- Nga porti i ri deri ku vlon malsia (От нового порта до сияния гор), Tirana: "Naim Frashëri" 1967.
- Festë (Праздник), Tirana: "Naim Frashëri", 1970.
- Kur zemra flet (Когда сердце говорит),  Tirana: "Naim Frashëri" 1970.
- Poemë për gruan shqiptare (Поэма для албанской женщины), Tirana: General Council of the Women's Union of Albania, 1972.
- Poema e dritës (Поэма света), Tirana: "Naim Frashëri" 1972.
- Heshtja që flet ( Говорящая тишина), Prishtina: Rilindja, 1972.
- Ju flet Tirana (Говорит Тирана), Tirana: "Naim Frashëri" 1974.
- Poezia Shqipe (Албанская поэзия), Tirana: "Naim Frashëri" 1976.
- Përpara historisë (Перед историей), Tirana: "Naim Frashëri" 1979.
- Për ty zemra na këndon: antologji poetike për partinë (Наше сердце поет для вас: поэтическая антология для партии), Tirana: "Naim Frashëri", 1981.